# Vijeroga koza
Vijeroga koza (znanstveno ime Capra falconeri) je največji predstavnik družine koz, ki živi v Srednji Aziji, v delih Pakistana, severne Indije, Tadžikistana in Uzbekistana.
Vrsta je dobila ime po značilnih zavitih rogovih, ki pri samcih merijo do 143 cm pri samicah pa okrog 25 cm. Za samce je značilna tudi dolga griva. Samec lahko tehta do 100 kg, samice do 40 kg.
Vijeroga koza velja za prizadeto vrsto, saj je znanih le okrog 2.500 odraslih osebkov in njihovo število opazno upada.